# 2007 في لبنان
فيما يلي قوائم الأحداث التي وقعت خلال عام 2007 في لبنان.

## سياسة

### تعيين في المنصب
- 23 نوفمبر – فؤاد السنيورة رئيس الجمهورية اللبنانية.

### انتهاء فترة المنصب
- 24 نوفمبر – إميل لحود رئيس الجمهورية اللبنانية.

## أفلام
من الأفلام التي صدرت هذه السنة في لبنان:
- 1 يناير – خلاص من إخراج برهان علوية.
- 1 يناير – سكر بنات من إخراج نادين لبكي.
- 1 يناير – وعلى الأرض السماء

## برامج ومسلسلات وأنمي
- الرابح الأكبر

## موسيقى

### ألبومات
من الألبومات التي صدرت هذه السنة في لبنان:
- 1 يناير – شخبط شخابيط من غناء نانسي عجرم.

## وفيات

### فبراير
- 17 فبراير – مي غصوب (مواليد 1952) فنانة تشكيلية لبنانية.

### يونيو
- 13 يونيو – وليد عيدو (مواليد 1942)

### سبتمبر
- 19 سبتمبر – أنطوان غانم (مواليد 1943) سياسي لبناني.

### نوفمبر
- 15 نوفمبر – عازار حبيب (مواليد 1945) مغني لبناني.

### ديسمبر
- 12 ديسمبر – فرانسوا الحاج (مواليد 1953)